# Aristeguietia discolor
Aristeguietia discolor là một loài thực vật có hoa thuộc họ Asteraceae.
Nó chỉ được tìm thấy ở Peru.
It contains flavonol glycosides which may be helpful in treating addiction to opiates.